# Queso de El Boxu
El queso El Boxu se elabora en el Principado de Asturias.

## Elaboración
Se coge la leche de cabra, se pasteuriza y se le añaden fermentos. Una vez hecho esto se espera a que cuaje la mezcla, una vez cuajada se coge y se corta en pequeños trozos. Se cogen los trozos y se lavan, una vez lavadas se introducen en moldes y se deja madurar.

## Características
Se trata de un queso cilíndrico, de interior o pasta blanca y corteza fina.

## Zona de elaboración
Se elabora en Soto de Cangas de Onís por la quesería de Susana Huerta, siendo una de las queserías más recientes de Asturias